# Cash Cash
I Cash Cash sono un gruppo di musica dance-elettronica statunitense originario del New Jersey e attivo dal 2002.
Il loro brano più famoso è Take Me Home, singolo del 2013 che vede la partecipazione di Bebe Rexha.

## Formazione
- Jean Paul Makhlouf - voce, chitarra, produzioni
- Alex Makhlouf - tastiere, vocoder, effetti, produzioni
- Samuel Frisch - basso, cori, produzioni

## Discografia

### Album studio
- 2008 - Take It to the Floor
- 2011 - Love or Lust
- 2012 - The Beats Goes On
- 2016 - Blood, Sweat & 3 Years

### EP
- 2008 - Cash Cash
- 2010 - Red Cup
- 2013 - Overtime
- 2014 - Lightning